# 菅野マナミ
菅野 マナミ（すがの マナミ）は、日本の漫画家。女性。北海道網走市出身、札幌市在住。
マッグガーデン発行の「コミックブレイドMASAMUNE」（マサムネ）にて、『PUZZLE+』（パズルプラス）を連載。その後メディアファクトリーの「コミックアライブ」にて『ひまわりさん』を約12年に渡って連載した。
同じ北海道出身でマッグガーデンで同時期に連載を持っていた原悠衣と親しく、事あるごとにお互いの作品をPRし合っている。

## 作品リスト

### 漫画
- PUZZLE+（『コミックブレイドMASAMUNE』、全2巻）
- ひまわりさん（『コミックアライブ』、全13巻）
- 菅野マナミ短編集 良い子さんと不良先生
  1. 2015年12月19日 ISBN 978-4-04-865534-7
- Memories（『コミック百合姫』2025年10月号[1]）

### 海賊本
- 夏（コミックブレイド海賊本 vol.4）
- 狐の電車（コミックブレイド海賊本 vol.5）
- 青（コミックブレイド海賊本 vol.6）
- 魔法遣いのカノジョ（コミックブレイド海賊本 vol.9）
- 視線（コミックブレイド海賊本 vol.10）

### アンソロジー
- 猫あんそろじー「ソラとわたし」マッグガーデン
- けいおん!
  - 「けいおん!」アンソロジーコミック みんなでうん☆たん
  - けいおん!アンソロジーコミック 4
- 僕は友達が少ない 公式アンソロジーコミック
- きんいろモザイク アンソロジーコミック1
- くまみこ 公式アンソロジー

### イラスト
- アルセーヌ探偵クラブ（著：松原秀行）
  1. 怪盗は8日にあらわれる。 2014年3月13日 ISBN 978-4-04-631385-0
  2. 探偵なら30分前に脱出せよ。 2015年1月14日 ISBN 978-4-04-631461-1
- トリガール!（著：中村航）
  - 2017年8月15日 ISBN 978-4-04-631736-0

### アニメ
- さくら荘のペットな彼女（マンガ協力）
- ご注文はうさぎですか??（TOKYO MX再放送版第3話エンドカードイラスト）